# Paimbœuf
 Paimbœuf  es una población y comuna francesa, situada en la región de Países del Loira, departamento de Loira Atlántico, en el distrito de Saint-Nazaire y cantón de Paimbœuf.

## Demografía
| 3580 | 3802 | 3565 | 3321 | 2842 | 2758 |
| Para los censos de 1962 a 1999 la población legal corresponde a la población sin duplicidades (Fuente: INSEE [Consultar]) |      |      |      |      |      |